# Zambujeira
Zambujeira é uma aldeia da freguesia de Lourinhã.